# Molalas
Pour la langue, voir Molala.
Les Molalas sont un peuple amérindien des États-Unis. Plus précisément, ils étaient originaires du centre de l’Oregon. Ils parlent le molala.